# Harry Lennix
Harry Joseph Lennix III (ur. 16 listopada 1964 w Chicago) – amerykański aktor.

## Życiorys
Zagrał drugoplanowe role m.in. w serii Matrix, The Five Heartbeats, Tytus Andronikus, Get on the Bus, Ray i Barbershop 2: Back in Business oraz w animowanej serii Legion of Super Heroes. Lennix występował także w serialu telewizji ABC, Pani prezydent. Aktora można było oglądać również w 6. sezonie serialu 24 godziny. W 2007 roku grał w spektaklu Radio Golf na Broadwayu.

## Filmografia
- 1992: Mo’ Money
- 1999: Tytus Andronikus
- 2002: Collateral Damage
- 2002: Keep the Faith, Baby
- 2003: Piętno
- 2003: Matrix: Reaktywacja
- 2003: Matrix: Rewolucje
- 2004: Chrystal
- 2004: Barbershop 2: Back in Business
- 2004: Sprawca Zero
- 2004: Ray
- 2007: Resurrecting the Champ
- 2007: Stomp the Yard
- 2007: 24 godziny (6 sezon serialu)
- 2013: Człowiek ze stali
- 2013–2023: Czarna lista (gł. rola) 7 sezonów
- 2015: Chi-Raq
- 2016: Batman v Superman: Świt sprawiedliwości
- 2021: Liga Sprawiedliwości Zacka Snydera